# Georg Donatus, Mare Duce de Hesse
Georg Donatus, Mare Duce Ereditar de Hesse (Georg Donatus Wilhelm Nikolaus Eduard Heinrich Karl; (n. 8 noiembrie 1906, Darmstadt, Imperiul German – d. 16 noiembrie 1937, Oostende, Flandra, Belgia) a fost primul copil al lui Ernest Louis, Mare Duce de Hesse și a celei de-a doua soții, Eleonore de Solms-Hohensolms-Lich.

## Biografie

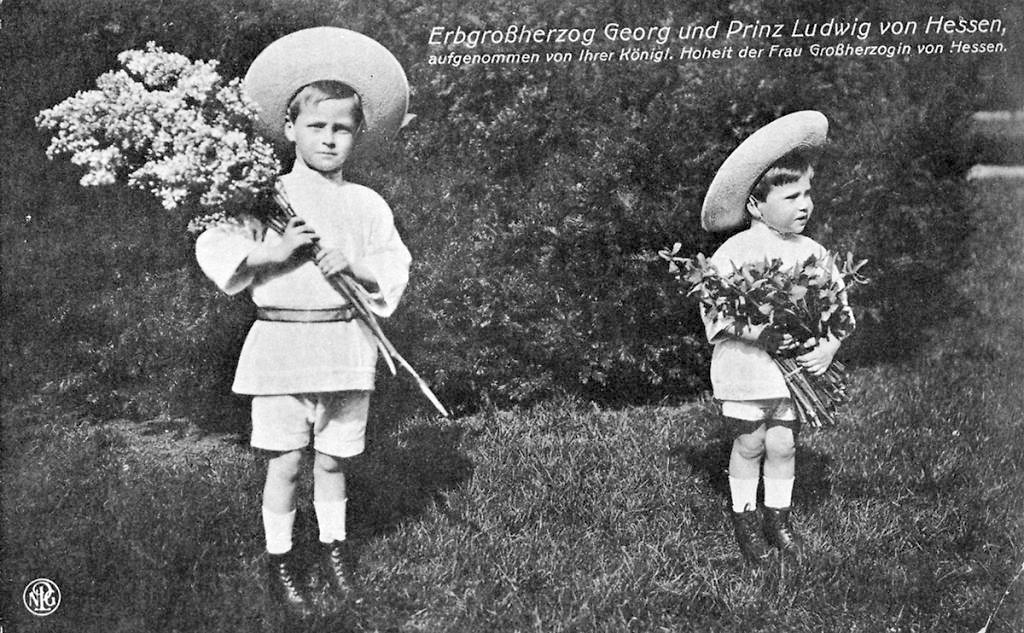
Georg Donatus (stânga) și fratele său Ludwig în 1911

La 2 februarie 1931, la Darmstadt, Georg Donatus s-a căsătorit cu Prințesa Cecilie a Greciei și Danemarcei,  al treilea copil al Prințului Andrew al Greciei și Danemarcei și a Prințesei Alice de Battenberg. Cuplul a avut trei copii. La 1 mai 1937 Georg Donatus și Cecilie au aderat la Partidul nazist.
La 16 noiembrie 1937, Georg Donatus, Cecilie, cei doi fii ai lor mai mari, mama lui Georg, Marea Ducesă Eleonore, au părăsit Darmstadt, unde au participat la funeraliile tatălui lui Georg, spre Londra unde trebuia să aibă loc nunta fratelui lui Georg, Prințul Ludwig. Avionul a lovit un coș de fum al unei fabrici, s-a prăbușit în flăcări, ucigând pe toți cei aflați la bord. Cecilie era însărcinată în luna a opta cu cel de-al patrulea copil.
Cel mai mic copil al lui Georg Donatus, Prințesa Johanna, nu a fost în avion și a fost adoptată de unchiul ei Prințul Louis de Hesse și de Rin însă micuța a murit de meningită după un an și jumătate.